# Tingpang (köpinghuvudort i Kina, Zhejiang Sheng, lat 29,04, long 121,34)
Tingpang (kinesiska: 亭旁, 亭旁镇) är en köpinghuvudort i Kina. Den ligger i provinsen Zhejiang, i den östra delen av landet, omkring 180 kilometer sydost om provinshuvudstaden Hangzhou. Antalet invånare är 33 137. Befolkningen består av 16 570 kvinnor och 16 567 män. Barn under 15 år utgör 18,0 %, vuxna 15-64 år 67 %, och äldre över 65 år 14,0 %.
Runt Tingpang är det tätbefolkat, med 411 invånare per kvadratkilometer. Närmaste större samhälle är Haiyou, 9,8 km norr om Tingpang. I omgivningarna runt Tingpang växer i huvudsak blandskog.
Genomsnittlig årsnederbörd är 2 144 millimeter. Den regnigaste månaden är augusti, med i genomsnitt 395 mm nederbörd, och den torraste är januari, med 73 mm nederbörd.